# Enoplognatha abrupta
Enoplognatha abrupta es una especie de araña araneomorfa del género Enoplognatha, familia Theridiidae. Fue descrita científicamente por Karsch en 1879.
Habita en Rusia, China, Corea y Japón.